# Escapo

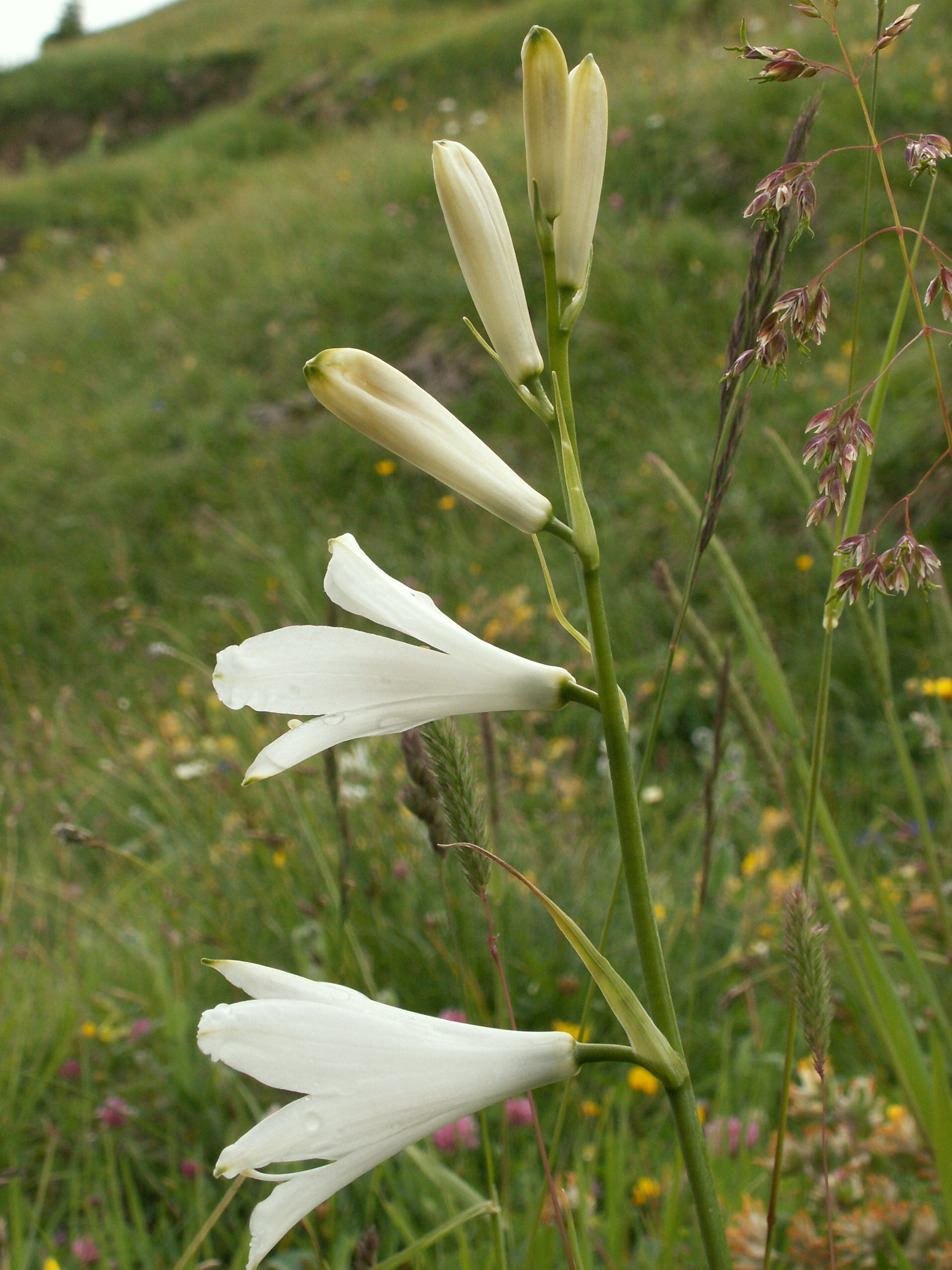
Escapo com brácteas (Paradisea liliastrum).

Em botânica, escapos são caules que sustentam flores na extremidade, normalmente não ramificados e sem folhas, que crescem da coroa ou das raízes de uma planta. Os escapos podem ter apenas uma flor ou muitas, dependendo da espécie, e podem exibir brácteas e até ramos. Ocorrem em plantas cujo caule é muito reduzido ou subterrâneo e suas folhas aparentam nascer diretamente do solo, sendo encontrados em plantas de muitas famílias, incluindo Amaryllidaceae, Balsaminaceae, Liliaceae, Papaveraceae, Droseraceae e Violaceae.

## Definição prática

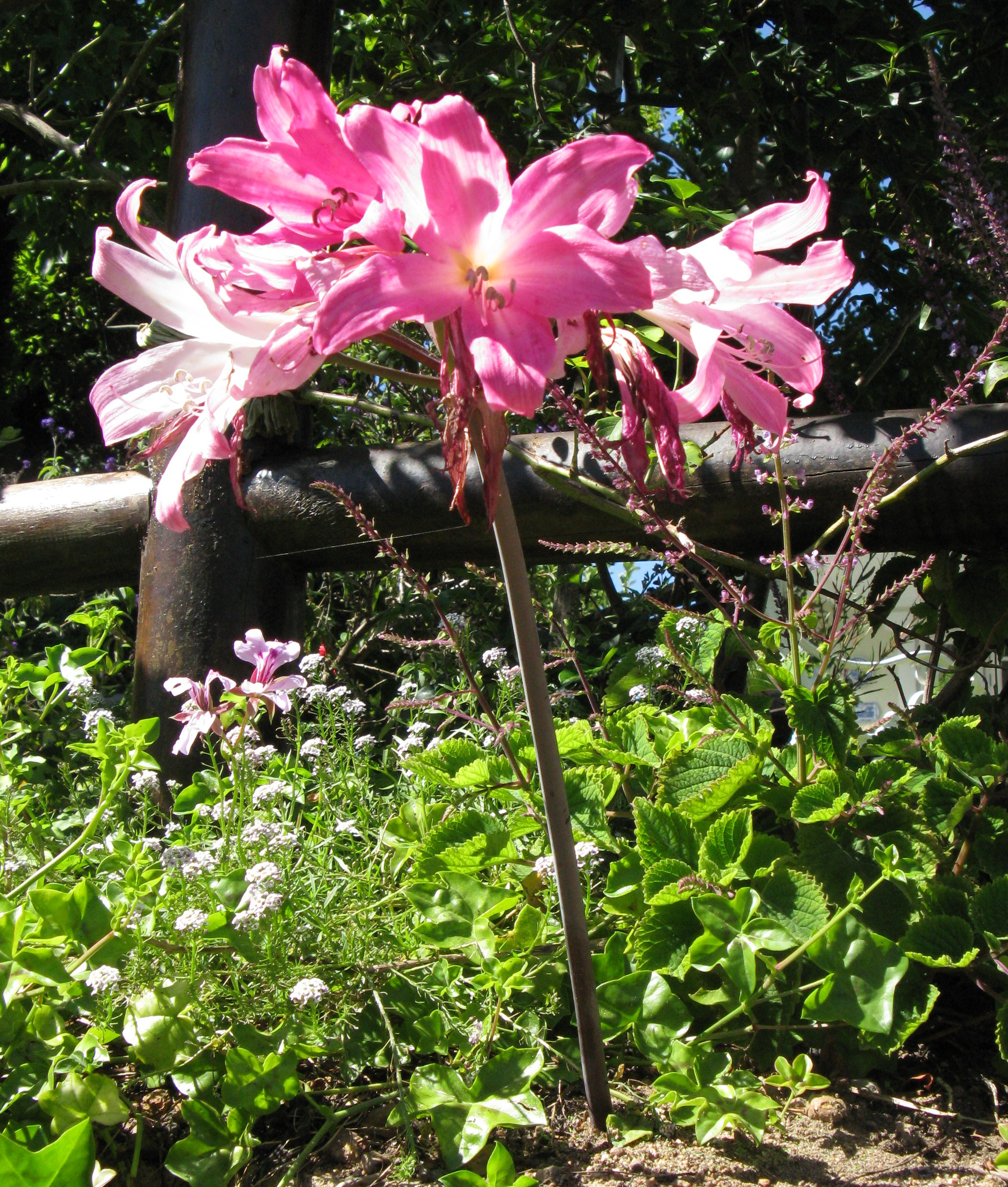
Amaryllis belladonna, sua paisagem emergindo diretamente do bulbo imediatamente subterrâneo

A tendência moderna é distinguir utilmente a definição de "escapado" daquelas de termos relacionados, mas mais gerais, como pedúnculo e inflorescência. Agora é raramente usado para objetos como caules ou inflorescências em geral. No entanto, não é fácil encontrar definições coerentes e totalmente gerais. Exemplos típicos de fontes online confiáveis incluem o seguinte: "um pedúnculo surgindo na superfície ou abaixo do solo em uma planta acaulescente ... Em linhas gerais: um talo de flores...", "um talo sem folhas em plantas que surge de uma roseta de folhas e traz uma ou mais flores..." e vários outros muito semelhantes.
Todas essas definições são descritivas, mas morfologicamente vazias. Em contraste, uma publicação botânica profissional coloca o assunto claramente em uma chave para Eriogonum: "Scapes (o primeiro entrenó)...  Botanicamente, qualquer estrutura desse tipo é praticamente um entrenó".